# Arashic
Arashic es el sexto álbum de estudio de la banda japonesa, Arashi. Se publica en dos ediciones, una normal y una Edición Limitada. La edición normal contiene una pista adicional y un folleto de 32 páginas, mientras que la edición limitada contiene un DVD con clips de sus actuaciones en vivo en el One Summer Tour. El álbum contiene los sencillos "kitto Daijōbu" y "Wish", que es el tema musical para el drama de televisión japonés, Hana Yori dango.

## Información del álbum
En lugar de canciones en solitario, cada uno de los miembros hizo un "pick-up" canción en la que uno de los miembros es el cantante y el resto el apoyo.

### "Ready to Fly"
- Vocalista principal: Satoshi Ohno
- Pista 5
- Letras: tbd
- Compuesto por: tbd
- Organizado por: tbd

### "Caramel Song"
- Main Vocalist: Kazunari Ninomiya
- Pista 6
- Letras: tbd
- Compuesto por: tbd
- Organizado por: tbd

### "I Want Somebody"
- Vocalista principal: Jun Matsumoto
- Pista 9
- Letras: tbd
- Compuesto por: tbd
- Organizado por: tbd
- Arashi realizó esta canción juntamente para Utawara, donde muestran una variedad de música organizada por Matsumoto Jun, Akiko Wada, Aya Matsura y KAT-TUN

### "Secret Eyes"
- Vocalista principal: Masaki Aiba
- Pista 10
- Letras: tbd
- Compuesto por: tbd
- Organizado por: tb

### "Chou Arigatou"
- Vocalista principal: Shō Sakurai
- Pista 11
- Letras: tbd
- Compuesto por: tbd
- Organizado por: tbd

## Canciones
| Pista # | Título de pista                            | Duración |
| ------- | ------------------------------------------ | -------- |
| 1       | "Wish"                                     | 4:27     |
| 2       | "Runaway Train" ("ランナウェイ・トレイン") | 3:37     |
| 3       | "Raise Your Hands"                         | 3:46     |
| 4       | "Kitto Daijōbu" ("きっと大丈夫")           | 4:53     |
| 5       | "Ready to Fly"                             | 4:23     |
| 6       | "Caramel Song" ("キャラメル・ソング")      | 4:58     |
| 7       | "Cool & Soul"                              | 3:53     |
| 8       | "Tabidachi no Asa" ("旅立ちの朝")          | 5:31     |
| 9       | "I Want Somebody"                          | 4:31     |
| 10      | "Secret Eyes"                              | 4:52     |
| 11      | "Chou Arigatou" ("超2ありがとう")          | 4:06     |
| 12      | "Carnival Night Part 2"                    | 4:58     |
| 13      | "Silver Ring" ("シルバーリング")           | 4:44     |
| 14      | "Love Parade" (Sólo edición normal)        | 4:21     |

- Edición Limitada DVD lista de pistas

| Pista # | Título de pista                        |
| ------- | -------------------------------------- |
| 1       | "Yes? No?"                             |
| 2       | "Sakura Sake" ("サクラ咲ケ")           |
| 3       | "Arashi"                               |
| 4       | "La Tormenta 2004"                     |
| 5       | "Subarashiki Sekai" ("素晴らしき世界") |

- Datos: Q2759047